# Musaranya aquàtica de Styan
La musaranya aquàtica de Styan (Chimarrogale styani) és una espècie de mamífer de la família de les musaranyes que es troba a Myanmar i la Xina.